# 厄茲基爾·托瓦
厄茲基爾·海蘇斯·托瓦（英語：Ezequiel Jesús Tovar，2001年8月1日—），為美國職棒大聯盟的游擊手，目前效力於科羅拉多洛磯。

## 職業生涯
2017年8月1日，托瓦與洛磯簽約。
在2020年以前，托瓦以一年升一級的速度爬升。2020年小聯盟賽季因為疫情關係全面暫停，2021年，他先後升上1A與高階1A。2022年，他先後升上2A與3A。
托瓦只在3A出賽5場比賽，並被叫上大聯盟。他在初登場就敲出大聯盟首安，2022年10月5日，他在球季最後一天敲出生涯首轟。
2024年3月26日，洛磯與托瓦簽下7年6,350萬美元的延長合約。

## 外部連結
- 球員資訊和成績在MLB，ESPN，Baseball-Reference，Fangraphs（英文）